# Bracon rogerblancoi
Bracon rogerblancoi (лат.) — вид паразитических наездников из семейства браконид, отряда перепончатокрылых. Эндемик Коста-Рики. B. rogerblancoi назван в честь Roger Blanco  в знак особого признания его многолетних заслуг в деле охраны природы заповедного региона Гуанакасте (ACG, Area de Concervacion de Guanacaste, провинция Гуанакасте, Коста-Рика).

## Описание
Длина тела около 4 мм. Основная окраска жёлтая (голова, грудь, брюшко), усики чёрные. Выделение вида произведено на основании молекулярного баркодирования последовательности нуклеотидов по цитохром оксидазе COI.
Паразитоид гусениц бабочек вида Lerema liris (Hesperiidae), питающейся листьями Paspalum fasciculatum (Poaceae). Вид был впервые описан в 2021 году американским гименоптерологом Michael J. Sharkey (The Hymenoptera Institute, Redlands, США) по типовым материалам из Коста-Рики.